# 松波站
松波站（日语：／ Matsunami eki */?）是位於石川縣鳳珠郡能登町松波，能登鐵道的能登線車站（廢站）。曾經此站是急行列車停靠站。

## 歷史
- 1963年（昭和38年）10月1日 - 日本國有鐵道（國鐵）能登線宇出津至此站之間開通[1][2]，車站啟用。
- 1964年（昭和39年）9月21日 - 此站至蛸島站之間開通[3]。
- 1987年（昭和62年）4月1日 - 伴隨國鐵分割民營化，車站由西日本旅客鐵道（JR西日本）營運。
- 1988年（昭和63年）3月25日 - 能登線由能登鐵道繼承[1][2][4]。
- 2005年（平成17年）4月1日 - 能登線廢除，此站也被廢除[1][2]。

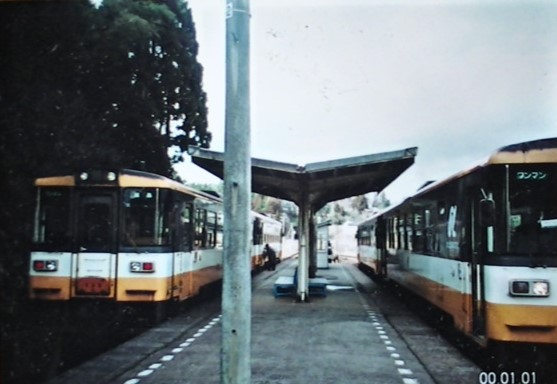
還在營業期間的月台 右邊是2號上行月台，左邊是1號下行月台（2005年3月）
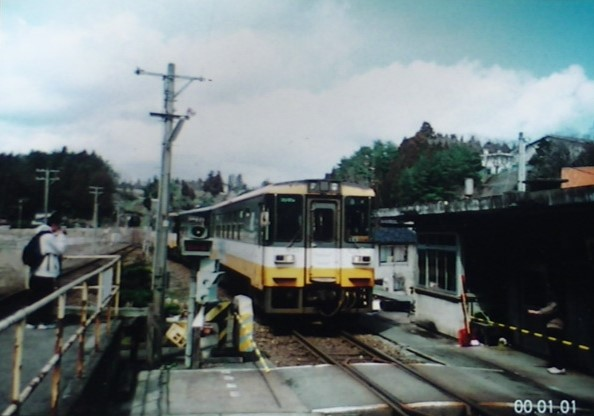
進站的上行列車 （2005年3月）

## 車站構造
截至車站廢除前，車站是一座地面車站，設有1面2線的島式月台和1條側線（珠洲方向）。此站設有混凝土製車站大樓。此站是直營車站。

## 車站周邊
車站位於舊內浦町中心。
- 國道249號
- 松波郵局
- 松波城（日语：松波城）蹟 - 車站後方的山丘上。
- 能登町立松波小學
- 能登町立松波中學
- 松岡寺
- 松波神社
- 能登町公所內浦廳舍
- 松波川
- 戀路溫泉

## 巴士路線
曾經站前設有西日本JR巴士路線（奧能登本線）之「松波站前」巴士站。但是在2002年3月31日，該公司不再營運該線後，北陸鐵道集團的子公司奧能登觀光開發（現時：北鐵奧能登巴士）繼承奧能登本線。除了一般巴士路線外，前往金澤（金澤站、武藏辻、香林坊、兼六園下）的特急巴士（宇出津真脇特急線）也會駛入至站前。在能登線廢除後的2005年4月，巴士站名稱改為「松波城址公園口」。此外，此巴士站還有舊內浦町營巴士（現時：能登町營巴士）路線停靠。

## 相鄰車站
能登鐵道
能登線
九里川尻－松波－戀路

## 注腳
1. 1 2 3   (PDF). 能登町広報情報推進課. 2017-04-01  [2021-02-23] （日语）.[]
2. 1 2 3  寺田裕一. . Neko出版. 2010-12-29: 9. ISBN 978-47770-1091-2 （日语）.
3. ↑  . 交通新聞 (交通新聞社). 1993-03-23: 8 （日语）.
4. ↑  . 中日新聞Web. 2020-12-05  [2021-02-23]. （原始内容存档于2022-02-17） （日语）.